# Едуардо Гаспар
Едуардо Сезар Гаспар (или познат само с прозвището Еду), е бивш бразилски футболист, национален състезател, полузащитник, който през сезон 2011/2012 беше пред траснфер в ПФК ЦСКА (София).
Израства в бразилския клуб Коринтианс, откъдето през 2001 година преминава в лондонския Арсенал (Лондон), за който има 79 мача и е отбелязал 7 гола.
През 2005 година подписва договор за 5 години с испанския гранд ФК Валенсия, изигравайки с белия екип 44 мача.
Завръща се в бразилския Коринтианс през 2009 година.